# Empesós
Empesós är en ort i Grekland.   Den ligger i prefekturen Nomós Aitolías kai Akarnanías och regionen Västra Grekland, i den centrala delen av landet, 240 km nordväst om huvudstaden Aten. Empesós ligger 303 meter över havet och antalet invånare är 598.
Terrängen runt Empesós är kuperad västerut, men österut är den bergig. Empesós ligger nere i en dal. Runt Empesós är det glesbefolkat, med 10 invånare per kvadratkilometer. Närmaste större samhälle är Kríkellos, 14,2 km sydväst om Empesós. 